# Máté Kocsis

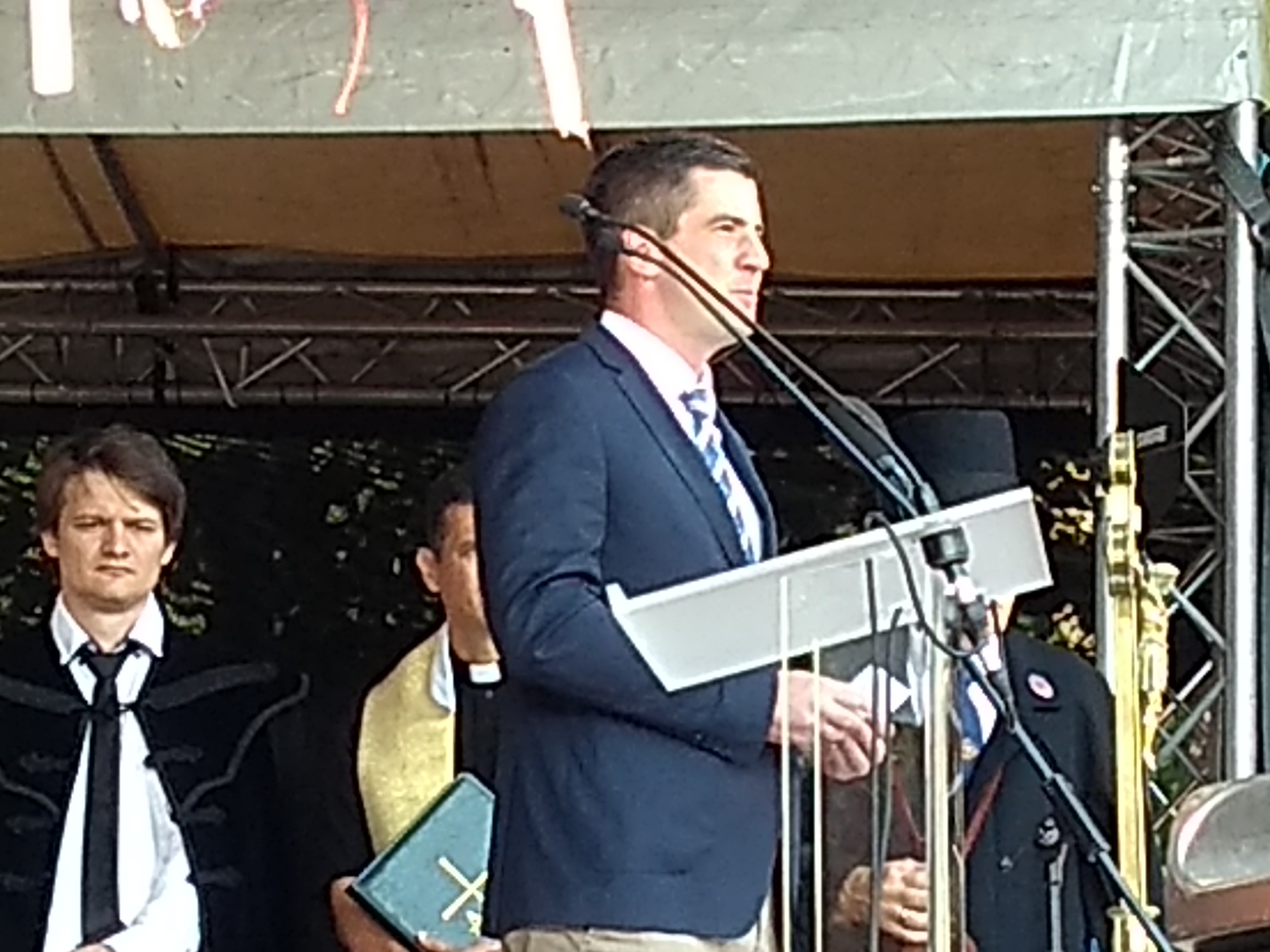
Máté Kocsis (2019)

Máté Kocsis (* 6. Mai 1981 in Budapest) ist ein ungarischer Jurist, Politiker der Fidesz-Partei und Sportfunktionär. Er war von 2009 bis 2018 Bürgermeister von Józsefváros (8. Bezirk von Budapest). Von 2010 bis 2014 und seit 2018 vertritt er außerdem Józsefváros (Budapester Wahlkreis XI, dann VI) im ungarischen Parlament. Derzeit ist er Vorsitzender der Fidesz-Fraktion im Parlament. Seit 2015 ist er Präsident des Ungarischen Handballverbandes.

## Leben
Kocsis absolvierte 1999 das Calvinistische Gymnasium in der Lónyay-Straße. 2004 erhielt er den Titel Juris Doctor an der Katholischen Pázmány-Péter-Universität. Als Politikwissenschaftler und Experte arbeitete er zwischen 2004 und 2006 an der gemeinsamen Graduate School der Századvég-Politischen Schule und der Corvinus-Universität Budapest.
Er war 1998 und 1999 Mitglied der rechtsextremen Ungarischen Partei für Gerechtigkeit und Leben (MIÉP). Nach eigenen Angaben dauerte seine Mitgliedschaft zwei bis drei Monate.
Kocsis wurde von der Fidesz während der ungarischen Parlamentswahl 2006 in die Budapester Wahlkommission delegiert. Bei den ungarischen Kommunalwahlen 2006 wurde er in die Generalversammlung von Józsefváros gewählt. Von 2006 bis 2009 war er stellvertretender Bürgermeister von Józsefváros und Vorsitzender der Fidesz-Gruppe. Außerdem wurde er 2006 Mitglied der Generalversammlung von Budapest und fungierte dort als stellvertretender Vorsitzender des Metropolitan Committee on Law and Procedure. Béla Csécsei, der Bürgermeister von Józsefváros, trat 2009 aus gesundheitlichen Gründen von seinem Amt zurück. Kocsis wurde im Rahmen einer Nachwahl am 22. November 2009 zum Bürgermeister gewählt und legte seinen Sitz in der Generalversammlung von Budapest nieder.
Bei den ungarischen Parlamentswahlen 2010 wurde er zum Abgeordneten für Józsefváros gewählt. Am 17. Mai 2010 wurde er zum Vorsitzenden des Ausschusses für Verteidigung und innere Sicherheit ernannt. Seit dem 14. Februar 2011 war er außerdem Mitglied des Ausschusses für nationale Sicherheit. Zwischen dem 5. Juli 2010 und dem 7. März 2011 war er Mitglied des Ad-hoc-Ausschusses zur Vorbereitung der Verfassung und war daher an der Ausarbeitung der neuen Verfassung beteiligt. Im Mai 2011 forderte Fidesz erfolgreich die Einrichtung eines Untersuchungsausschusses, der die Umstände der Spannungen zwischen einheimischen Roma und Nicht-Roma im nordungarischen Dorf Gyöngyöspata untersuchen sollte und wurde Vorsitzender dieses Ad-hoc-Ausschusses.
Aufgrund neuer Regeln bzgl. Interessenkonflikten trat Kocsis bei der Parlamentswahl 2014 nicht an. Bei den Kommunalwahlen 2014 wurde er als Bürgermeister von Józsefváros wiedergewählt. Er wurde Stadtrat für Kommunalverwaltung und Strafverfolgung in der Generalversammlung von Budapest. Im Oktober 2015 wurde er zum Präsidenten der Budapester Niederlassung seiner Partei ernannt. Von Dezember 2012 bis 1. September 2016 war er außerdem Kommunikationsdirektor der Fidesz.
Kocsis kehrte in die nationale Politik zurück, als er bei der Parlamentswahl 2018 für Józsefváros zum Abgeordneten gewählt wurde. Infolgedessen trat er am 17. April als Bürgermeister zurück. Kocsis wurde zum Vorsitzenden der Fidesz-Fraktion in der Nationalversammlung gewählt. Außerdem wurde er zum zweiten Mal zum Vorsitzenden des Ausschusses für Verteidigung und innere Sicherheit ernannt.

## Kontroversen
Im November 2011 verabschiedete die Generalversammlung von Józsefváros Dekrete gegen Obdachlose, mit denen versucht wurde, sie in Obdachlosenheime zu zwingen. Der Stadtrat verbot den Obdachlosen außerdem das Rauchen, Betteln und Schlafen auf der Straße. Die Polizei verhaftete Aktivisten der Gruppe „Die Stadt ist für alle“ (A Város Mindenkié), als sie gegen die Verordnungen demonstrierten. Im Rahmen des Protests veranstalteten mehrere Dutzend Demonstranten einen Sitzstreik vor dem Büro des Bürgermeisters. Kocsis behauptete, dies sei „das x-te Mal“ gewesen, dass er „eine Zusammenarbeit angeboten“ habe, die Demonstranten hätten sein Angebot jedoch nicht angenommen.
Ein Jahr nach der Ankündigung der „Strafverfolgungsmaßnahme“ waren immer noch viele Obdachlose auf der Straße. Das städtische Ornungsbüro wurde geschlossen. Nach Angaben einiger Anwohner wurden die Behörden beauftragt, die Obdachlosen abzuholen.
Im Januar 2013 erklärte Kocsis (als Fidesz-Kommunikationschef) nach einem Roma-feindlichen Text des Journalisten und Fidesz-Mitglieds Zsolt Bayer in der Zeitung Magyar Hírlap, dass jeder, der gegen den Artikel protestierte, „sich selbst auf die Seite der Mörder stelle.“ - gemeint sind die Roma. Der Artikel wurde nach der Ermordung des Roma-Boxers Gergely Sávoly verfasst und besagt, dass ein „erheblicher Teil der Zigeuner nicht in der Lage ist, unter Menschen zu leben. Es sind Tiere. Diese Tiere sollten sicherlich nicht existieren...“
Im Dezember 2014 erregte Kocsis internationale Aufmerksamkeit, indem er obligatorische jährliche Drogentests für Kinder im Alter von 12 bis 18 Jahren, Politiker und Journalisten vorschlug.
Im Mai 2015 behauptete die liberale Politikerin und LGBT-Aktivistin Klára Ungár, Kocsis sei homosexuell. Kocsis konterte ihren Kommentar mit den Worten: „Ich bin nicht schwul“ und verklagte Ungár. Obwohl er die Klage in erster Instanz gewann, verlor er in zweiter Instanz, da das Gericht feststellte, dass Kocsis nicht ausführe, warum die falsche Aussage beleidigend sei. In Ungárs erster Anschuldigung tauchte der Name von Kocsis neben dem von József Szájer auf, einem Fidesz-Europaabgeordneten, der später, in der Nacht vom 27. November 2020, bei der Flucht von einer schwulen Sexorgie in Brüssel unter Verstoß gegen die belgischen COVID-19-Vorschriften erwischt wurde.